# Pożary
Pożary [pronunciación en polaco: /pɔˈʐarɨ/] (en alemán: Posaren) es un pueblo ubicado en el distrito administrativo de Gmina Działdowo, dentro del Condado de Działdowo, Voivodato de Varmia y Masuria, en Polonia del norte. Se encuentra aproximadamente a 8 kilómetros al norte de Działdowo y a 58 kilómetros al sur de la capital regional Olsztyn.
El pueblo tiene una población de 302 habitantes.